# James Stephenson
James Stephenson (Selby, West Riding of Yorkshire, Anglaterra, 14 d'abril de 1889 − Pacific Palisades, Califòrnia, Estats Units, 29 de juliol de 1941) va ser un actor britànic.

## Biografia[1][2]
Nascut a Selby, Anglaterra, era fill de John G. Stephenson, un farmacèutic, i Emma Stephenson. Educat al West Riding of Yorkshire i a Burnley, Lancashire, al costat dels seus germans, Alan i Norman, al principi va treballar com a empleat de banca i, més endavant, com a comerciant. En els anys 1930 va emigrar als Estats Units, aconseguint la ciutadania d'aquell país el 1938.
El seu debut en el cinema va tenir lloc als 48 anys el 1937, any en què va rodar quatre pel·lícules. Warner Bros. el va contractar el 1938, i va començar a encarnar personatges malvats però cortesos, així com cavallers deshonrats i militars, com va ser el cas del seu treball a  Beau Geste (1939), amb Gary Cooper i Ray Milland. També el 1939, va actuar acompanyant a Bette Davis en el melodrama La mare soltera (1939), i va ser Sir Thomas Egerton a The Private Lives of Elizabeth and Essex (1939), interpretat per Errol Flynn. El gènere d'aventures el va veure entre els protagonistes, l'any següent, d'un altre gran èxit, The Sea Hawk (1940), igualment al costat de Flynn.
La gran oportunitat de Stephenson va arribar quan el director William Wyler el va elegir, contra l'opinió de l'estudi, per actuar a La carta (1940), al costat de Bette Davis. Pel seu treball va ser nominat a l'Oscar al millor actor secundari. Al final d'aquell any va fer el paper del títol a Calling Philo Vance, i el 1941 va ser actor principal a  Shining Victory, interpretant el Dr. Paul Venner.
Just quan la carrera de Stephenson anava en ascens, l'actor va morir a Pacific Palisades, Califòrnia, a causa d'un infart agut de miocardi. Tenia 52 anys. Va ser enterrat al Cementiri Forest Lawn Memorial Park de Glendale, Califòrnia.

## Filmografia[4]
- The Perfect Crime (1937)
- You Live and Learn (1937)
- Mr. Satan (1938)
- White Banners (1938)
- When Were You Born (1938)
- Nancy Drew – Detective (1938)
- King of the Underworld (1939)
- Devil's Island (1939)
- Confessions of a Nazi Spy (1939)
- Sons of Liberty (1939)
- Beau Geste (1939)
- La mare soltera (The Old Maid) (1939)
- Secret Service of the Air (1939)
- Espionage Agent (1939)
- The Private Lives of Elizabeth and Essex (1939)
- We Are Not Alone (1939)
- Calling Philo Vance (1940)
- El falcó del mar (The Sea Hawk) (1940)
- A Dispatch from Reuter's (1940)
- South of Suez (1940)
- La carta (The Letter) (1940)
- Shining Victory (1941)

## Premis i nominacions
Nominacions
- 1941: Oscar al millor actor secundari per La carta